# ذا كايت فايترز
ذا كايت فايترز هي رواية تاريخية للأطفال صدرت عام 2000 كتبتها ليندا سو بارك وقام والدها إيونج وون بارك بالرسمها.  نُشرت لأول مرة في 20 مارس 2000 من خلال هاربر كولنز تحكي الرواية عن شقيقين في كوريا خلال القرن الخامس عشر. 

## الحبكة
تدور أحداث الرواية في سيول بكوريا عام 1473، تصور العلاقة بين شقيقين في عائلة مرتبطة بالتقاليد. يدرك "لي يونغ سوب" تمامًا الاختلاف في وضعه باعتباره أخًا أصغر، لكنه يجد موهبة حقيقية في المرة الأولى التي يُطير فيها طائرة ورقية. يتعرض الابن البكر "كي سوب" لضغوط من والده وهو تاجر أرز، من أجل رفع شرف العائلة يجب عليه أن يصبح مسؤولًا في المحكمة؛ يقضي الكثير من وقته في الدراسة لهذا المنصب، على الرغم من أنه ليس هدف حياته الحقيقي. إن خبرة يونغ سوب المتزايدة في تحليق الطائرات الورقية ومهارة كي سوب في جعلها تلفت انتباه ابن ملك كوريا، على غرار الملك سونغ جونغ ويصبحون أصدقاء للأمير خارج البروتوكول القديم ويمثلونه سرًا بالنسبة لهم. مسابقة قتال الطائرات الورقية خلال مهرجان رأس السنة . إنه التوتر بين الواجبات التقليدية والاحتياجات الفردية.

## الاستقبال
كان الاستقبال النقدي للرواية إيجابيًا.   أشادت مجلة يناير برواية ذا كايت فايترز "[لرسم] صورة واقعية لبلوغ سن الرشد في كوريا عام 1473" و"[نقل] قصة مقنعة خالدة يمكن ترجمتها بسهولة إلى عصرنا". كما أعطت تقييمات كيركس الرواية أيضًا تقييمًا إيجابيًا، حيث أعربوا عن تقديرهم لأن قرار الكتاب جاء نتيجة العمل الشاق الذي قام به العديد من الأشخاص بدلاً من كونه "نتيجة مفروغ منها". 